# Istorija Velsa
Istorija Velsa obuhvata period od paleolita do danas. Pisana istorija Velsa obuhvata period od rimske okupacije 70-ih godina 1. veka, preko sitnih kelstkih kraljevina u srednjem veku, do Velsa u sastavu Engleske (od 1284) i Velike Britanije (od 1707).

## Rana istorija

### Preistorija
Istorija Velsa započinje dolaskom ljudi u region pre više hiljada godina. Neandertalci su živeli na području koje je sada Vels, ili Kimri za Velšane, pre najmanje 230.000 godina, dok je Homo sapiens prispeo do oko 31.000. p. n. e.. Međutim, kontinuirana habitacija modernih ljudi datira od perioda posle kraja poslednjeg ledenog doba oko 9000. godine p. n. e., i u Velsu ima mnogo ostataka iz mezolita, neolita i bronzanog doba. Tokom gvozdenog doba regionom su, kao i celom Britanijom južno od Fert ov Forta, dominirali keltski Briti i britonski jezik.

### Rimska okupacija
Rimljani, koji su započeli osvajanje Britanije 43. godine, prvo su se borili u sadašnjem severoistočnom Velsu 48. godine protiv Deseangla i stekli potpunu kontrolu nad regionom porazom Ordovikija 79. godine.

## Srednji vek

### Keltske kraljevine
Rimljani su napustili Britaniju u 5. veku, otvarajući vrata za anglosaksonsku invaziju. Nakon toga britonski jezik i kultura počeli su se raspadati i formiralo se nekoliko različitih grupa. Velšani su bili najveća od ovih grupa i o njima se generalno govori nezavisno od ostalih preživelih naroda koji govore britonske jezike nakon 11. veka.
Formirana su brojna kraljevstva u današnjem Velsu u postrimskom periodu. Dok je najmoćniji vladar priznat kao kralj Britonaca (kasnije Tivisog Kimri: vođa ili princ od Velsa), i neki od vladara su proširili svoju kontrolu nad drugim velškim teritorijama i zapadnom Engleskom, dugo vremena ni jedan nije mogao da ujedini Vels. Međusobne borbe i spoljni pritisak Engleza i kasnije, normanskih osvajača Engleske, doveli su do toga da su velška kraljevstva postepeno došla pod uticaj engleske krune. 

### Engleska okupacija
Godine 1282. smrt Luelina ap Grifida dovela je do osvajanja Velške kneževine engleskog kralja Edvarda I; nakon toga, naslednik engleske monarhije je nosio titulu „Princ od Velsa”. Velšani su podigli nekoliko pobuna protiv engleske vladavine, pri čemu je poslednju značajnu pobunu vodio Oven Glendover početkom 15. veka. 

## Novi vek

### Pripajanje Engleskoj
U 16. veku Henri VIII, koji je i sam bio velškog porekla kao praunuk Ovena Tudora, doneo je Zakone o Velškom statusu sa ciljem potpune inkorporacije Velsa u Kraljevinu Engleske. Pod vlašću Engleske, Vels je postao deo Kraljevine Velike Britanije 1707, a potom Ujedinjene Kraljevine 1801. godine. Ipak, Velšani su zadržali svoj jezik i kulturu uprkos velikoj engleskoj dominaciji. Objavljivanje izuzetno značajnog prvog kompletnog Velškog prevoda Biblije od strane Vilijama Morgana 1588. godine uveliko je poboljšalo položaj velškog jezika kao književnog jezika.
U 18. veku su počele dve promene koje će u velikoj meri uticati na Vels, velški metodistički preporod, koji je doveo do toga da se zemlja preokretala ka nekonformističkoj religij i industrijska revolucija. Tokom uspona Britanskog carstva, jugoistočni Vels je u 19. veku doživeo naročito brzu industrijalizaciju i dramatičan porast stanovništva kao rezultat eksplozije industrije uglja i gvožđa. Vels je igrao punu i voljnu ulogu u Prvom svetskom ratu. Industrije carstva u Velsu su opadale u 20. veku s krajem Britanskog carstva nakon Drugog svetskog rata, dok su nacionalistički osećaji i interesovanje za samoopredeljenje porasli. Laburistička stranka zamenila je Liberalnu stranku kao dominantnu političku silu 1920-ih. Vels je igrao značajnu ulogu tokom Drugog svetskog rata, zajedno sa ostatkom Ujedinjenog Kraljevstva Velike Britanije i Severne Irske i Saveznicima, a njegovi gradovi su bombardovani tokom nacističkog blica. Nacionalistička stranka Plejd Kimri dobila je zamah od 1960-ih. Na referendumu 1997. velški glasači odobrili su prenošenje odgovornosti vlade na Nacionalnu skupštinu Velsa, koja je prvi put zasedala 1999. godine.

## Literatura
- Beddoe, Deirdre (2000). Out of the shadows: A history of women in twentieth-century Wales. University of Wales Press.
- Cunliffe, Barry, Iron Age communities in Britain' (Routledge & Kegan Paul, 2nd ed) Cunliffe, Barry W. (1987). Iron Age Communities in Britain: An Account of England, Scotland, and Wales from the Seventh Century BC Until the Roman Conquest. Routledge & Kegan Paul. ISBN 978-0-7100-8725-6.
- Davies, John. (2009). The Making of Wales (2nd изд.). The History Press.. Davies, John (2009). The Making of Wales. History Press. ISBN 978-0-7524-5241-8.
- Davies, R.R. Conquest, coexistence and change: Wales 1063–1415. Clarendon Press.. (University of Wales Press) Davies, R. R. (1987). Conquest, Coexistence, and Change: Wales, 1063-1415. Clarendon Press. ISBN 978-0-19-821732-9.. Online from Oxford University Press: Davies, R. R. (2000). The Age of Conquest. ISBN 978-0-19-820878-5. doi:10.1093/acprof:oso/9780198208785.001.0001.
- Davies, Russell (2015). People, Places and Passions:" Pain and Pleasure": A Social History of Wales and the Welsh, 1870–1945. University of Wales Press.
- I.Ll. Foster & Glyn Daniel (eds) (1965) Prehistoric and early Wales (Routledge and Kegan Paul)
- Frances Lynch, Stephen Aldhouse-Green and Jeffrey L. Davies. Prehistoric Wales (Sutton Publishing) Lynch, Frances; Aldhouse-Green, Stephen; Davies, J. L. (2000). Prehistoric Wales. Sutton Pub. ISBN 978-0-7509-2165-7.
- Pitts, M. 2006. Sensational new discoveries at Bryn Celli Ddu. British Archaeology No. 89 (July/August) p. 6
- J.A. Taylor (ed). Culture and environment in prehistoric Wales. 1980. ISBN 978-0-86054-079-3.. (BAR British series 76)
- Frere, Sheppard Sunderland (1987), Britannia: A History of Roman Britain (3rd, revised изд.), London: Routledge & Kegan Paul, ISBN 978-0-7102-1215-3
- Jenkins, Geraint H. The foundations of modern Wales, 1642–1780. Clarendon Press.. (University of Wales Press) . 1987. ISBN 978-0-19-821734-3. Недостаје или је празан параметар |title= (помоћ)
- Johnes, Martin. (2010). „For Class and Nation: Dominant Trends in the Historiography of Twentieth‐Century Wales.”. History Compass. 8 (11): 1257—1274. doi:10.1111/j.1478-0542.2010.00737.x. : 1257-1274.
- Koch, John T. (2006). Celtic Culture: A Historical Encyclopedia. ABC-CLIO.
- John Edward Lloyd (1911). A history of Wales: from the earliest times to the Edwardian conquest. Longmans, Green & Co.
- Frances Lynch. Gwynedd (A guide to ancient and historic Wales.. series) (HMSO) Lynch, Frances (1995). Gwynedd. H.M. Stationery Office. ISBN 978-0-11-701574-6.
- Frances Lynch (1970). Prehistoric Anglesey: the archaeology of the island to the Roman conquest. Anglesey Antiquarian Society.
- Moore, David, The Welsh wars of independence: c.410-c.1415 (Tempus) Moore, David (2005). The Welsh Wars of Independence, C. 410-c. 1415. Tempus. ISBN 978-0-7524-3321-9.
- Morgan, Kenneth O (1981). Rebirth of a nation: Wales 1880–1980. Oxford University Press.. (University of Wales Press) . 1981. ISBN 978-0-19-821736-7. Недостаје или је празан параметар |title= (помоћ)
- Remfry, P.M.. A Political Chronology of Wales, 1066 to 1282 Remfry, Paul Martin (2003). Llantilio or White Castle: And the Families of Fitz Osbern, Ballon, Fitz Count, Burgh, Braose and Plantagenet of Grosmont. SCS. ISBN 978-1-899376-75-9.
- Ross, David, Wales History of a Nation (2nd ed. 2014)
- Stephenson, David (1984). The Governance of Gwynedd. University of Wales Press. ISBN 978-0-7083-0850-9.
- Williams, Glanmor (1987). Recovery, reorientation and reformation: Wales c.1415–1642. Clarendon Press.. (University of Wales Press) . 1987. ISBN 978-0-19-821733-6. Недостаје или је празан параметар |title= (помоћ)
- Williams, Gwyn A. (1985). When was Wales?: A History of the Welsh. Black Raven Press. ISBN 978-0-85159-003-5.
- Withey, Alun (2008). „Unhealthy Neglect? The Medicine and Medical Historiography of Early Modern Wales.”. CiteSeerX 10.1.1.1001.182 . Social history of medicine 21.1 163-174.
- Withey, Alun. "Health, Medicine and the Family in Wales, c. 1600-1750." (2009). online[мртва веза]
- Chambers, Paul; Thompson, Andrew (2005). „Coming to Terms with the Past: Religion and Identity in Wales”. Social Compass. 52 (3): 337—352. S2CID 144090402. doi:10.1177/0037768605057879.
- Davies, Ebnezer Thomas (1965). Religion in the Industrial Revolution of South Wales. U. of Wales Press.
- Jenkins, Geraint H (1978). Literature, religion and society in Wales, 1660-1730. University of Wales Press.
- Mann, Horace (1854). Census of Great Britain, 1851: Religious Worship in England and Wales.
- Morgan, Derec Llwyd (1988). The Great Awakening in Wales. Epworth Press.
- Walker, R. B. (1973). „The Growth of Wesleyan Methodism in Victorian England and Wales”. The Journal of Ecclesiastical History. 24 (3): 267—284. S2CID 162299097. doi:10.1017/S0022046900047254.
- Williams, Glanmor (1976). The Welsh Church from Conquest to Reformation. University of Wales Press.
- Williams, Glanmor (2007). The Welsh Church from Reformation to Disestablishment: 1603–1920. University of Wales Press.
- Williams, Glanmor,, ур. (1967). Welsh reformation essays. University of Wales Press.
- Yalden, Peter (2004). „Association, Community and the Origins of Secularisation: English and Welsh Nonconformity, c . 1850–1930”. The Journal of Ecclesiastical History. 55 (2): 293—324. doi:10.1017/S0022046904009923.
- Brut y Tywysogyon or The Chronicle of the Princes. Peniarth Ms. 20 version, ed. and trans. T. Jones [Cardiff, 1952]
- Annales Cambriae. A Translation of Harleian 3859; PRO E.164/1; Cottonian Domitian, A 1; Exeter Cathedral Library MS. 3514 and MS Exchequer DB Neath, PRO E Annales Cambriae: A Translation of Harleian 3859 ; PRO E. 164/1 ; Cottonian Domitian, A1 ; Exeter Cathedral Library MS.3514 and MS Exchequer DB Neath, PRO E. 164/1. Castle Studies Research. 2007. ISBN 978-1-899376-81-0.
- Davies, John (1990), A History of Wales (First изд.), London: Penguin Group (објављено 1993), ISBN 978-0-7139-9098-0
- Davies, Wendy (1982), Wales in the Early Middle Ages, Leicester: Leicester University Press, ISBN 978-0-7185-1235-4
- Giles, John Allen, ур. (1841), „The Works of Gildas”, The Works of Gildas and Nennius, London: James Bohn
- Jones, Barri; Mattingly, David (1990), An Atlas of Roman Britain, Cambridge: Blackwell Publishers (објављено 2007), ISBN 978-1-84217-067-0
- Laing, Lloyd (1975), „Wales and the Isle of Man”, The Archaeology of Late Celtic Britain and Ireland, c. 400–1200 AD, Frome: Book Club Associates (објављено 1977), стр. 89—119
- Laing, Lloyd; Laing, Jennifer (1990), „The non-Romanized zone of Britannia”, Celtic Britain and Ireland, c. 200–800, New York: St. Martin's Press, стр. 96—123, ISBN 978-0-312-04767-2
- Lloyd, John Edward (1911), A History of Wales from the Earliest Times to the Edwardian Conquest, I (2nd изд.), London: Longmans, Green, and Co (објављено 1912)
- Mattingly, David (2006), An Imperial Possession: Britain in the Roman Empire, London: Penguin Books (објављено 2007), ISBN 978-0-14-014822-0
- Maund, Kari (2000), The Welsh Kings. Warriors, Warlords and Princes, Stroud: Tempus Publishing (објављено 2006), ISBN 978-0-7524-2973-1
- Rhys, John (1904), Celtic Britain (3rd изд.), London: Society for Promoting Christian Knowledge
- Snyder, Christopher A. (1998), An Age of Tyrants: Britain and the Britons A.D. 400–600, University Park: Pennsylvania State University Press, ISBN 978-0-271-01780-8
- Tacitus, Publius Cornelius (117),  Murphy, Arthur, ур., The Works of Cornelius Tacitus (English translation) (New изд.), London: Jones & Co. (објављено 1836)